# Baruneshwor
Baruneshwar (en népalais : बरुणेश्वर) est un comité de développement villageois du Népal situé dans le district d'Okhaldhunga. Au recensement de 2011, il comptait 3 388 habitants.